# Brotherhood 2 : Les Initiés
Série The Brotherhood
The Brotherhood : Le Pacte
(2001) Brotherhood 3 : Ensorcelés
(2003)
Pour plus de détails, voir Fiche technique et Distribution.
Brotherhood 2 : Les Initiés (The Brotherhood II: Young Warlocks) est un film d'horreur homoérotique produit et réalisé par David DeCoteau, sorti en 2001. Il s'agit de la suite du film The Brotherhood : Le Pacte, de la série The Brotherhood, du même réalisateur (2001).

## Synopsis
Dans une école privée, l'académie Chandler, un jeune sorcier nommé Luc persuade trois autres étudiants de devenir ses disciples. Mais ils commencent à combattre son influence et apprennent qu'il a pour projet de les utiliser pour faire venir un puissant démon.

## Fiche technique
Sauf indication contraire, les informations mentionnées dans cette section peuvent être confirmées par la base de données cinématographiques IMDb,  présente dans la section « Liens externes ».
- Titre original : The Brotherhood II: Young Warlocks
- Titre français : Brotherhood 2 : Les Initiés
- Réalisation : David DeCoteau
- Scénario : Matthew Jason Walsh, d'après une histoire de David DeCoteau et Dave Parker
- Musique : Jeffrey Walton
- Direction artistique : Nicole Lee
- Décors : Mark A. Thomson
- Costumes : Edward Reno Hibbs
- Photographie : Howard Wexler
- Montage : J. R. Bookwalter
- Production : David DeCoteau
- Société de production : Rapid Heart Pictures
- Société de distribution : Regent Entertainment
- Pays de production :  États-Unis
- Langue originale : anglais
- Format : couleur
- Genre : horreur homoérotique
- Durée : 81 minutes
- Dates de sortie :
  - États-Unis : 25 septembre 2001
  - France : 28 octobre 2005 (télévision)

## Distribution
- Forrest Cochran : Luc
- Sean Faris : John Van Owen
- Stacey Scowley : Mary Stewart
- Jennifer Capo :  Mrs. Stevens
- Justin Allen : Matt Slayton
- C. J. Thomason : Marcus Ratner
- Noah Frank : Harlan Ratcliff
- Greg Lyczkowski : Randall
- Julie Briggs : Headmistress Grimes
- Ari Welkom : Alex
- Holly Sampson : Trini